# BAFTA Cymru
BAFTA Cymru (o BAFTA Wales) è la sezione per il Galles della British Academy of Film and Television Arts.
Nati nel 1991, sono una cerimonia annuale che si svolge a Cardiff di premiazione per i creatori ed il personale di produzione di film e prodotti cinematografici girati in Galles. Questi premi sono separati da quelli a parte dal Regno Unito, i British Academy Television Awards e British Academy Film Awards, benché i prodotti premiati al BAFTA Cymru possono essere insigniti anche dei premi nazionali.